# Os de Civís
Os de Civís (ˌoz ðə siˈβis) est un village de la commune de Les Valls de Valira (comarque de l'Alt Urgell) dans la province de Lérida en Catalogne (Espagne). Le village possède le statut particulier d'entité singulière de population (Entidad municipal descentralizada en castillan ou Entitat Municipal Descentralitzada en catalan).

## Toponymie
Os de Civís est la forme reconnue par la Nomenclàtor oficial de toponímia major de Catalunya mais la forme Aós de Civís est également usitée,. La forme ancienne Os d'Urgell est également attestée.
L'origine de Os / Aós est discutée. Une origine romane à partir du latin aquosus (« humide ») a été proposée, ce qui fait de Os de Civís un hydronyme. Joan Coromines a quant à lui évoqué une origine pré-romane bascoïde sur oe / obe (« cabane de berger »).
L'origine de Civís est également discutée. Une origine latine sur saepes (« clôture » ou « haie ») voire sur le latin vulgaire saepiciu (« claie ») a été proposée,. La terminaison en -ís, fréquemment retrouvée dans les toponymes pré-romans bascoïdes andorrans (par exemple Arcalís ou encore Beixalís) peut néanmoins faire douter de l'origine latine.

## Géographie
Os de Civís se situe dans la vallée de Setúria (Coma de Setúria en catalan) au confluent du riu de Setúria, du riu de Salòria et du Torrent de Montaner qui se rejoignent pour former le riu d'Os,. Niché à une altitude d'environ 1 490 m, le village est entouré de hauts sommets. Le versant oriental de la vallée est dominé par la serra d'Enclar qui atteint les 2 405 m d'altitude au Bony de Pica. Les sommets dominant le versant occidental sont encore plus élevés : la Torre de Cabús culmine à 2 778 m et le Bony de Salòria atteint quant à lui les 2 789 m d'altitude. Au sud de ce dernier, le coll de Conflent permet la communication avec le reste de l'Alt Urgell,.

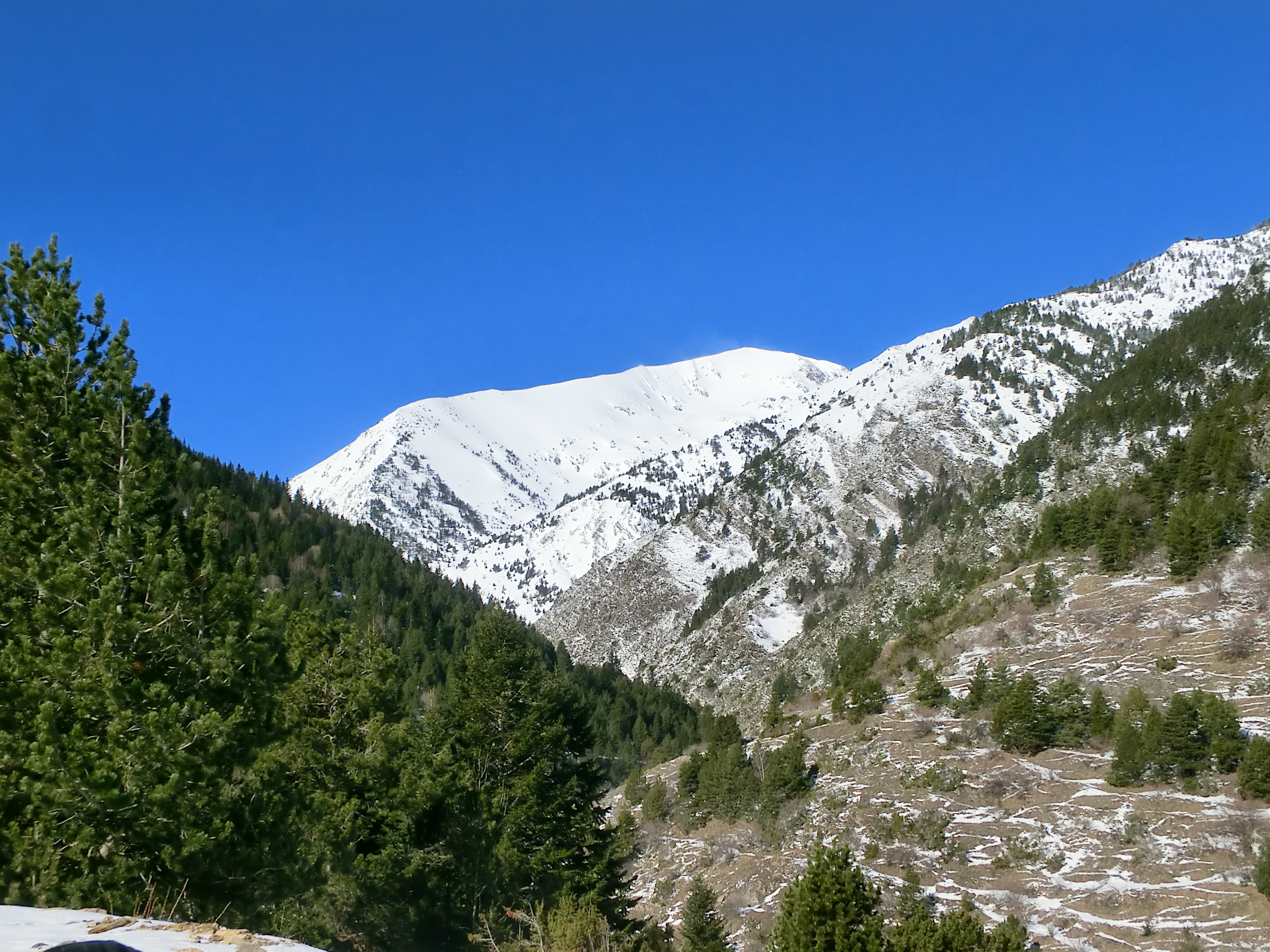
Vue du Bony de Salòria depuis le village.
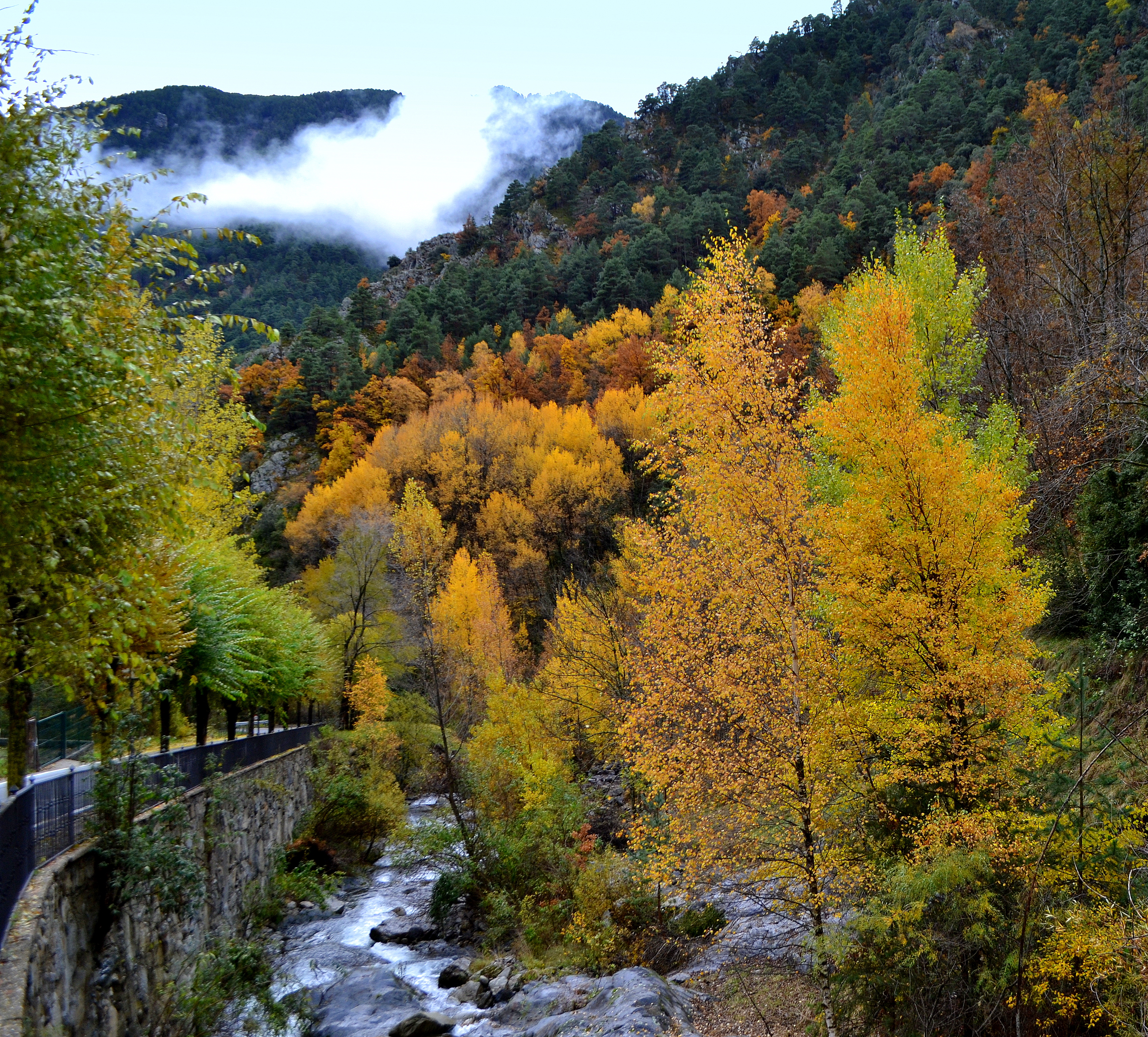
Le riu d'Os.

### Enclavement
L'amont de la vallée de Setúria se trouve en territoire andorran (paroisse de La Massana), tout comme l'aval (paroisse de Sant Julià de Lòria). La communication avec la vallée catalane voisine de Civís et donc le reste de la municipalité de Les Valls de Valira est difficile et ne peut se faire que par un sentier de montagne franchissant le col de Conflent (Coll de Conflent à 2 177 m),. Il en résulte qu'il n'est pas possible de se rendre à Os de Civís par la route sans passer par Andorre, ce qui constitue un cas de périclave (« enclave pratique »). La communication du village avec l'extérieur repose donc sur la route CG-6 andorrane desservant les villages proches de Aixàs et Bixessarri. En raison de cette situation géographique particulière, il n'y a pas de contrôle lors du franchissement de la frontière par la route. Ceci est un cas unique en Andorre puisque toutes les autres routes frontalières du pays possèdent un poste frontière en raison de la non-appartenance de l'Andorre à l'espace Schengen ou encore à l'Union Européenne[réf. nécessaire].
Le village est donc quasi totalement dépendant de l'Andorre. Le raccordement au réseau électrique passe toutefois par l'Espagne depuis 1982[réf. nécessaire].

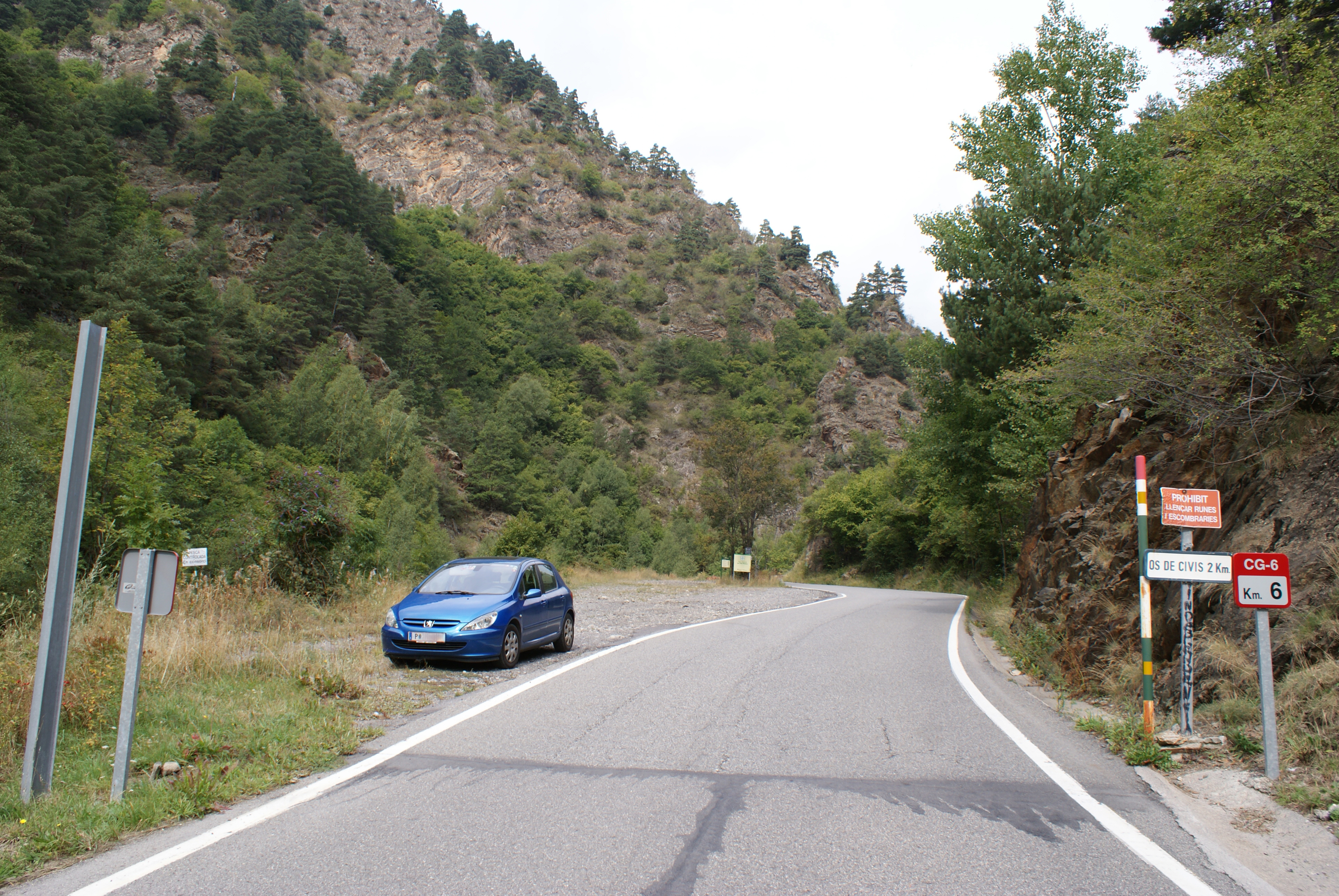
La fin de la route andorrane CG-6 à la frontière hispano-andorrane.
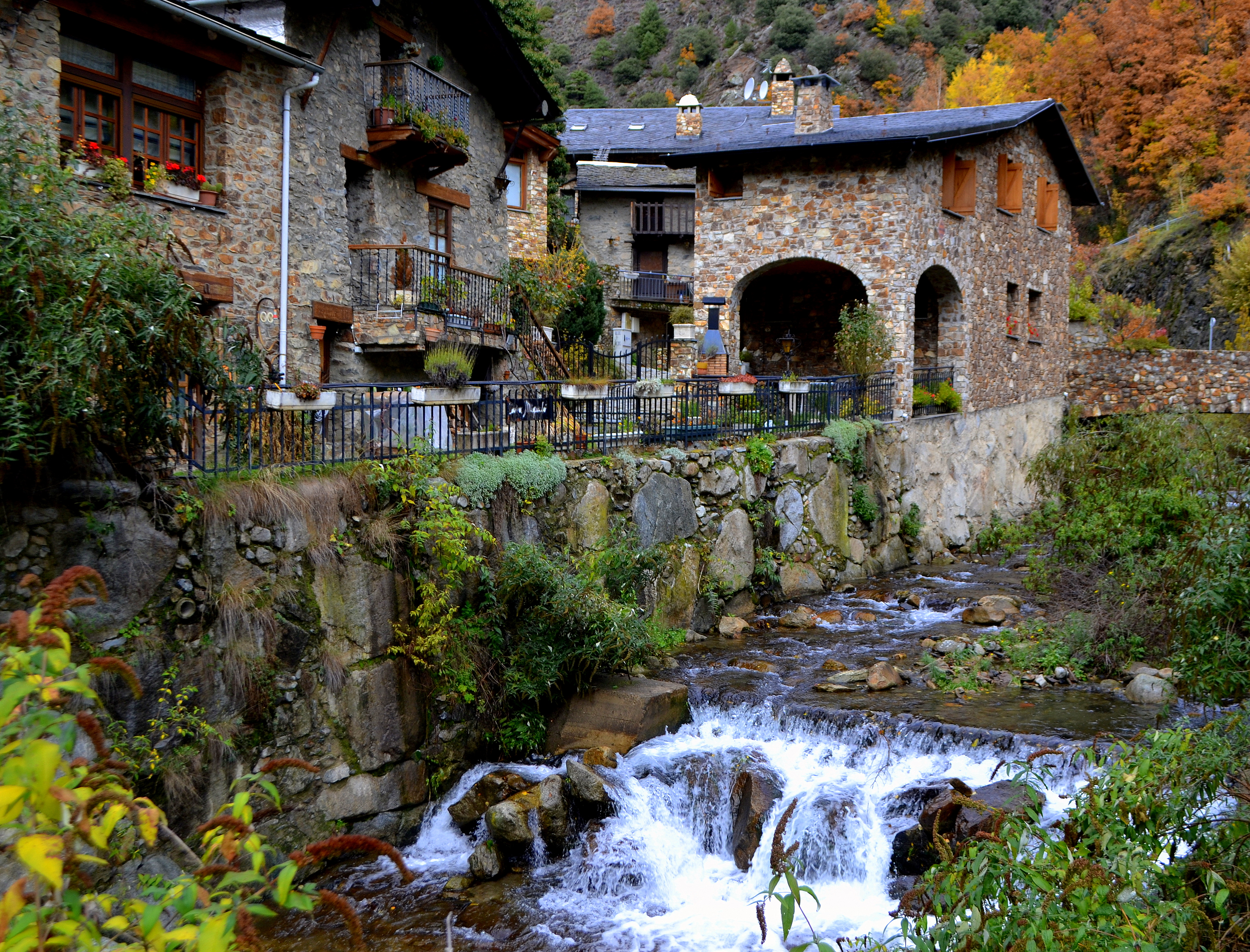
Le village andorran voisin de Bixessarri traversé par le riu d'Os.

## Patrimoine
Le village possède des édifices médiévaux incluant une église dédié à Saint Pierre (Sant Pere d'Os). Cette dernière, de style architectural roman, a été largement remaniée ultérieurement avec notamment l'ajout d'une chapelle latérale. Elle est mentionnée pour la première fois dans un document de 1312.

## Démographie
| 1990 | 1991 | 1994 | 1995 | 1996 | 2001 | 2003 | 2007 | 2012 |
| ---- | ---- | ---- | ---- | ---- | ---- | ---- | ---- | ---- |
| 98   | 100  | 100  | 93   | 113  | 123  | 131  | 133  | 158  |